# I Saw Her Again
I Saw Her Again är en poplåt skriven av John Phillips och Denny Doherty. Låten spelades in och lanserades av The Mamas and the Papas 1966. Den blev den första låten att ges ut som singel från gruppens andra självbetitlade studioalbum. Låten blev en hit både i USA, Europa och Oceanien. Låtens text var inspirerad av Michelle Phillips kärleksaffärer både med Doherty, samt med Gene Clark från The Byrds. Händelserna ledde till att hon kortvarigt lämnade gruppen, men hon återvände strax igen.

## Listplaceringar
- Billboard Hot 100, USA: #5[1]
- RPM, Kanada: #1[2]
- UK Singles Chart, Storbritannien: #11[3]
- Nederländerna: #6[4]
- Nya Zeeland: #6[5]
- Tyskland: #21
- Kvällstoppen, Sverige: #14[6]

- Tio i topp, Sverige: #5[7]